# FCヴィルフランシュ・ボジョレー
フットボル・クルブ・ヴィルフランシュ・ボジョレー（略称・FCヴィルフランシュ） はフランス・ヴィルフランシュ＝シュル＝ソーヌを本拠地とするサッカークラブ。
1927年設立。2018-19シーズンよりフランス全国選手権（3部）に所属する。
ホームスタジアムのスタッド・アルマン＝ショフェは1938年当時スタジアム建設に尽力した市長の名を取って名付けられた。

## 歴史
第一次世界大戦後の1919年1月19日、総合スポーツクラブであるセルクル・スポルティフ・ドゥ・ヴィルフランシュ(Cercle sportif de Villefranche)のサッカー部門として産声を上げる。
その後1927年3月25日にFCヴィルフランシュとして独立。1953年にローヌ＝アルプ地域リーグを制覇した事で旧フランスアマチュア選手権(3部)へと昇格し初めて全国の舞台に立つ。この年はクープ・ドゥ・フランスでもラウンド32まで勝ち残る等成功を収めた年でもあった。
1982ｰ83シーズン、ディヴィジョン3中部ブロックで3位に食い込みクラブ史上初となるディヴィジョン・ドゥ昇格を決めるものの、翌年(1983ｰ84シーズン)のディヴィジョン・ドゥではAグループの最下位に終わり、わずか1年でディヴィジョン3に戻ることになった。その後は全国リーグと地域リーグを行き来する低迷期がしばらく続いた。
2017ｰ18シーズンはフランス全国選手権2・東部ブロックで最終節までFCアヌシーと昇格を争ったが僅か勝点1ポイントの差で首位を守り31年ぶりとなる3部リーグ復活を果たした。

## 歴代所属選手

### 主な下部組織出身選手
- フランク・デュリックス 1979–84